# Estación Issha
La estación Issha (一社駅 Issha-eki?) de la Línea Higashiyama, es operada por el Buró de transporte de la ciudad de Nagoya, y está identificada como H-19. Se encuentra ubicada en el barrio de Issha, Meitō, en la ciudad de Nagoya, prefectura de Aichi, Japón. La estación abrió el 1 de abril de 1969. 
Presenta una tipología de andenes laterales, y cuenta con 2 accesos, como así también escaleras mecánicas y ascensor.

## Otros medios
- Bus de Nagoya
  - Línea: 1

## Sitios de interés
- Universidad Aichi tōhō

## Imágenes

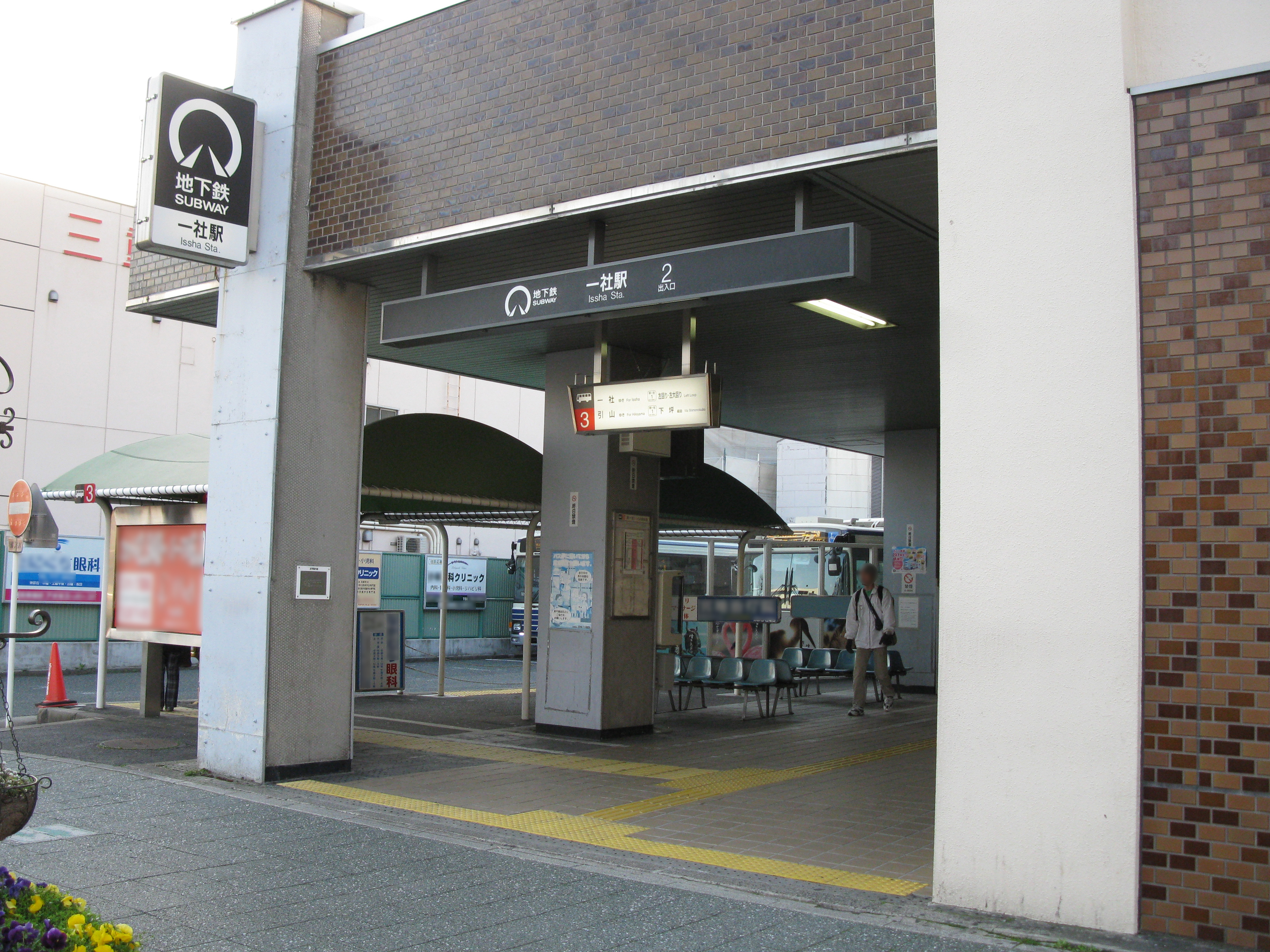
Acceso N° 2.
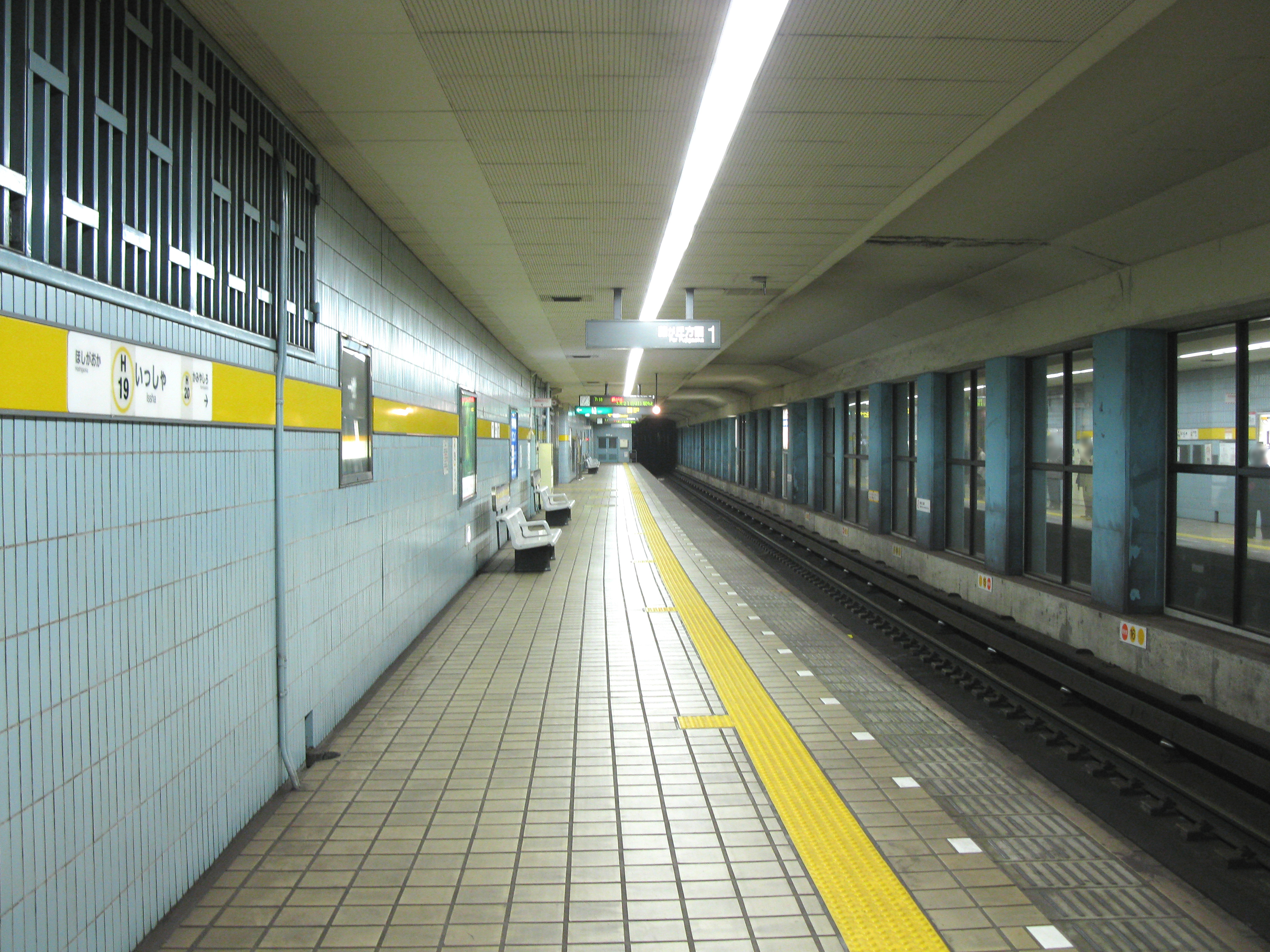
Andén.